# Masangan Wetan
Masangan Wetan is een bestuurslaag in het regentschap Sidoarjo van de provincie Oost-Java, Indonesië. Masangan Wetan telt 4044 inwoners (volkstelling 2010).